# SoftBank
SoftBank Group Corp. é uma corporação multinacional japonesa de telecomunicações e Internet, estabelecida em 3 de setembro de 1981 e com sede em Tóquio. Tem operações em banda larga, telecomunicações de linha fixa, comércio eletrônico, serviços de tecnologia, finanças, mídia e marketing, design de semicondutores e outras empresas. A empresa é chefiada pelo fundador Masayoshi Son.
A SoftBank foi classificado na lista Forbes Global 2000 como a 62ª maior empresa de capital aberto do mundo e a terceira maior no Japão, após Toyota e Mitsubishi UFJ Financial. Entre 2009 e 2014, a capitalização de mercado da SoftBank aumentou 557%, o quarto maior aumento relativo no mundo durante esse período.